# Norsko na Zimních olympijských hrách 1998
Norsko na Zimních olympijských hrách 1998 v Naganu reprezentovalo 76 sportovců, z toho 49 mužů a 27 žen. Nejmladším účastníkem byl Christel Thoresen (17 let, 181 dní), nejstarším pak Eigil Ramsfjell (42 let, 330 dní). Reprezentanti vybojovali 25 medailí, z toho 10 zlatých 10 stříbrných a 5 bronzových.

## Medailisté
| Medaile | Jméno                                                                                          | Sport                | Disciplína                            |
| ------- | ---------------------------------------------------------------------------------------------- | -------------------- | ------------------------------------- |
| Zlato   | Hans Petter Buraas                                                                             | Alpské lyžování      | Muži slalom                           |
| Zlato   | Ole Einar Bjørndalen                                                                           | Biatlon              | Muži 10 km sprint                     |
| Zlato   | Halvard Hanevold                                                                               | Biatlon              | Muži 20 km                            |
| Zlato   | Bjørn Dæhlie                                                                                   | Běh na lyžích        | Muži 10 km (klasicky)                 |
| Zlato   | Thomas Alsgaard                                                                                | Běh na lyžích        | Muži 15 km stíhací závod (volný styl) |
| Zlato   | Bjørn Dæhlie                                                                                   | Běh na lyžích        | Muži 50 km (volný styl)               |
| Zlato   | Sture Sivertsen Erling Jevne Bjørn Dæhlie Thomas Alsgaard                                      | Běh na lyžích        | Muži štafeta 4 x 10 km                |
| Zlato   | Bjarte Engen Vik                                                                               | Severská kombinace   | Muži jednotlivci                      |
| Zlato   | Halldor Skard Kenneth Braaten Bjarte Engen Vik Fred Børre Lundberg                             | Severská kombinace   | Družstvo mužů                         |
| Zlato   | Ådne Søndrål                                                                                   | Rychlobruslení       | Muži 1500 m                           |
| Stříbro | Lasse Kjus                                                                                     | Alpské lyžování      | Muži sjezd                            |
| Stříbro | Ole Kristian Furuseth                                                                          | Alpské lyžování      | Muži slalom                           |
| Stříbro | Lasse Kjus                                                                                     | Alpské lyžování      | Muži kombinace                        |
| Stříbro | Frode Andresen                                                                                 | Biatlon              | Muži 10 km sprint                     |
| Stříbro | Egil Gjelland Halvard Hanevold Dag Bjørndalen Ole Einar Bjørndalen                             | Biatlon              | Muži štafeta 4 x 7.5 km               |
| Stříbro | Bjørn Dæhlie                                                                                   | Běh na lyžích        | Muži 15 km stíhací závod (volný styl) |
| Stříbro | Erling Jevne                                                                                   | Běh na lyžích        | Muži 30 km (klasicky)                 |
| Stříbro | Bente Martinsen Marit Mikkelsplass Elin Nilsen Anita Moen Guidon                               | Běh na lyžích        | Ženy štafeta 4 x 5 km                 |
| Stříbro | Daniel Franck                                                                                  | Snowboarding         | Muži U-rampa                          |
| Stříbro | Stine Brun Kjeldaas                                                                            | Snowboarding         | Ženy U-rampa                          |
| Bronz   | Ann Elen Skjelbreid Annette Sikveland Gunn Margit Andreassen Liv Grete Skjelbreidová Poiréeová | Biatlon              | Ženy štafeta 4 x 7,5 km               |
| Bronz   | Bente Martinsen                                                                                | Běh na lyžích        | Ženy 5 km (klasicky)                  |
| Bronz   | Anita Moen Guidon                                                                              | Běh na lyžích        | Ženy 15 km (klasicky)                 |
| Bronz   | Eigil Ramsfjell Jan Thoresen Stig-Arne Gunnestad Anthon Grimsmo Tore Torvbråten                | Curling              | Družstvo mužů                         |
| Bronz   | Kari Traaová                                                                                   | Akrobatické lyžování | Ženy boule                            |